# Parafia św. Mikołaja w Domaszkowie
Parafia św. Mikołaja w Domaszkowie – parafia rzymskokatolicka z siedzibą w Domaszkowie znajduje się w dekanacie międzyleskim w diecezji świdnickiej. Była erygowana w XIV w. Jej proboszczem jest ks. kan. Jan Maciołek.

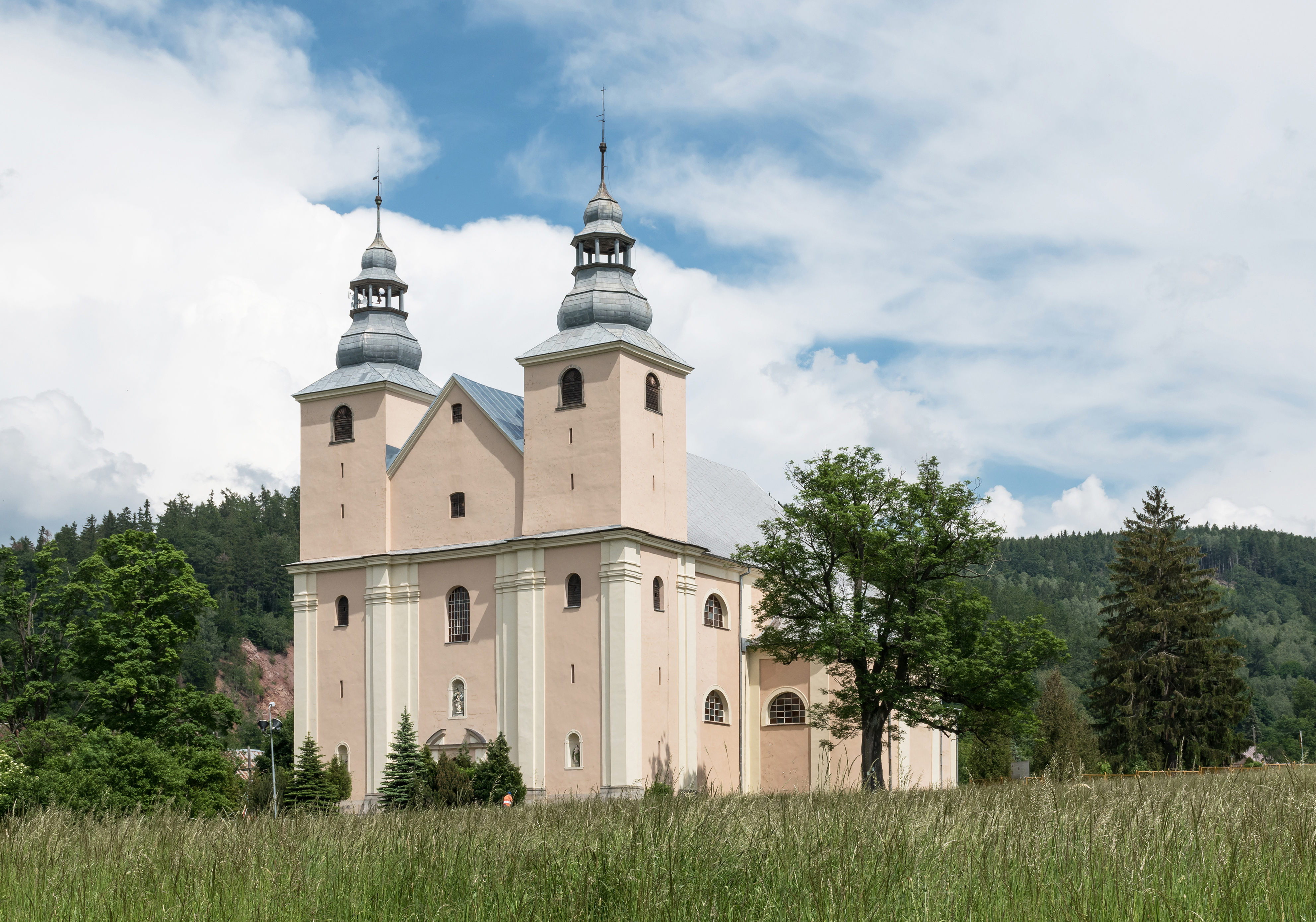
Kościół Wniebowzięcia NMP w Nowej Wsi